# Аниченко Володимир Васильович
Володи́мир Васи́льович Аниче́нко (20 липня 1924, с. Янівка, тепер Хотимського району Могильовської області — 2 лютого 2001, Гомель) — білоруський мовознавець, доктор філологічних наук (1970), професор (1971), заслужений діяч науки БРСР (1976).

## Біографія
Закінчив 1952 Білоруський державний університет в Мінську.
З 1955 працював в Інституті мовознавства АН Білорусі.
З 1970 — завідувач кафедри білоруської і російської мов, з 1975 — завідувач кафедри білоруської мови Гомельського університету.

## Наукова діяльність
Автор праць з історії білоруської мови:
- «Хрестоматія з історії білоруської мови», ч. 1—2, 1961—1962;
- «Олександрія», 1962;
- «Словник мови Скорини», т. 1—2, 1977—1984

Автор посібників зі східнослов'янських мов для вузів, де широко використав і український матеріал:
- «Морфологія східнослов'янських мов» (1973),
- «Історична лексикологія східнослов'янських мов» (1978),
- «Історична фонетика східнослов'янських мов» (1982),
- «Мови східних слов'ян» (1989).

Один з авторів «Історичної лексикології білоруської мови» (1970).
Досліджував білорусько-українські писемно-мовні зв'язки донац. періоду:
- монографія «Білорусько-українські писемно-мовні зв'язки», 1969;
- статті «Скорининські традиції на Україні», 1968;
- «Українська лексична варіантність у старобілоруській писемності давнього часу», 1972;
- «Українізми в білоруській писемності XV—XVII ct.», 1975).

## Нагороди
Лауреат Державної премії (1988), нагороджений медаллю Ф. Скорини (1996). Удостоєний ордена Преподобного Сергія Радонежського. За бойові заслуги нагороджений орденами Вітчизняної війни II ступеня, медалями.